# Dvorček za domom
Dvorček za domom je československý animovaný seriál, který zobrazuje život zvířátek na konci dvora. Seriál byl vyroben v letech 1976 až 1982. Nakreslil ho Ilja Novák a Miroslav Štěpánek a režie se zhostili Václav Bedřich, Karel Trlica, Ilja Novák a Elena Kosová.

## Seznam dílů
1. Prvá pomoc
2. Štastie
3. Garáž
4. Zázračná farba
5. Výlet
6. Vtáčik
7. Zlatá medaila
8. Sladká pomsta
9. Prvá návšteva
10. Vychovávať je ťažko
11. Varila myšička kašičku
12. Korunka ku korunke
13. Tri červené balóniky